# Glada 1980-talet

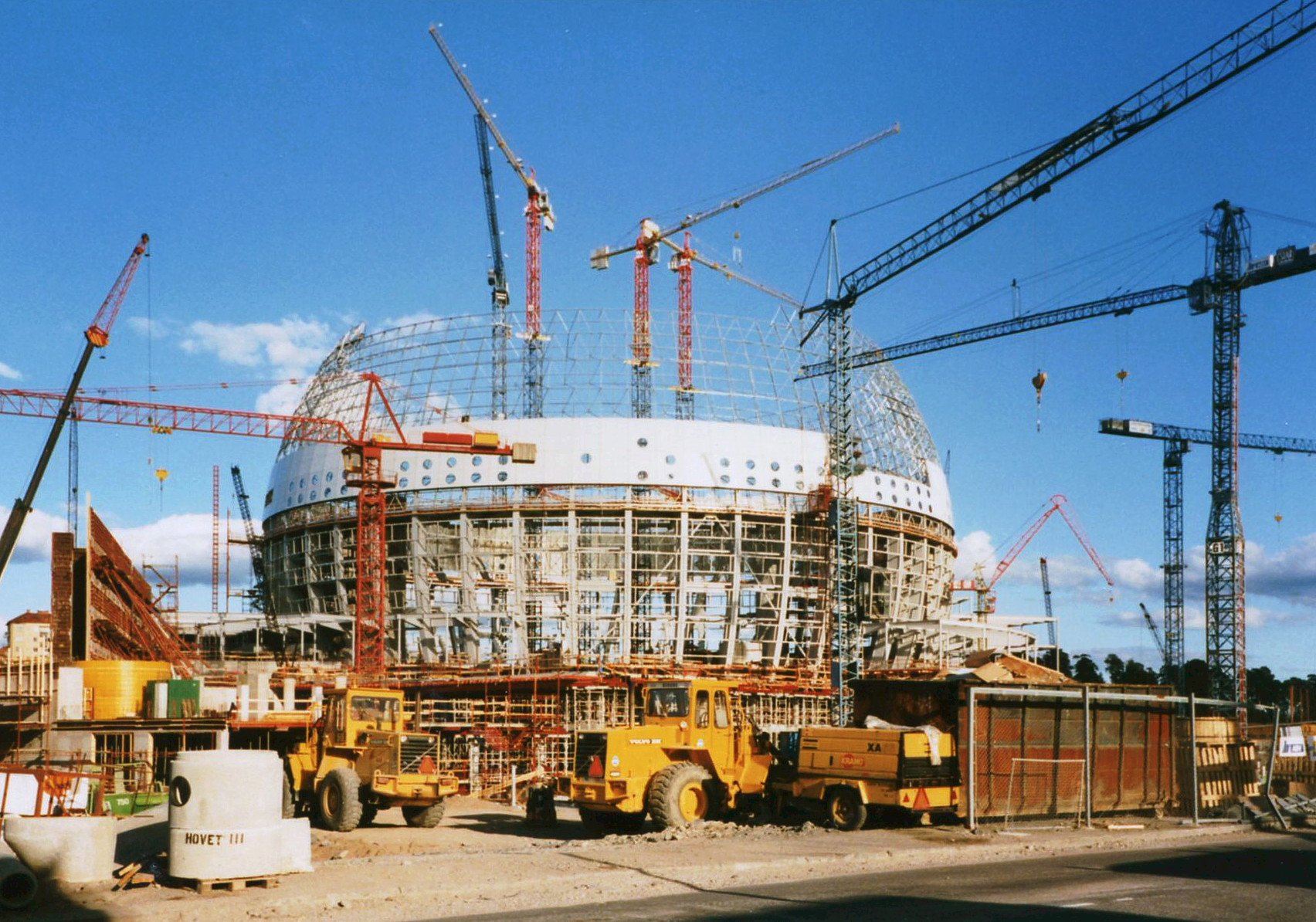
Globen i Stockholm byggdes under denna tid.

Glada 1980-talet, glada 80-talet eller glada åttiotalet, kallas den högkonjunktur som pågick under mitten och slutet av 1980-talet. Uttrycket dök i någon högre grad upp i svenska dagstidningar i början av 1990-talet men redan 1980 hade Kar de Mumma släppt en bok med titeln Det glada 80-talet. Begreppet alluderar på uttrycket det glada tjugotalet.

## Bakgrund
Från Oljekrisen 1973 och fram till ungefär andra halvan av 1982 kännetecknades av en internationell lågkonjunktur. Många industrier slog igen, eller hade slagit igen eller rationaliserade och minskade på arbetsstyrkorna. Samtidigt som efterfrågan låg stilla eller bara ökade marginellt, skedde ingen deflationsspiral som kännetecknade 1930-talets lågkonjunktur utan istället var det en stagflation som tog vid, vilket innebar att arbetslösheten ökade samtidigt som inflationen gjorde det. Denna utveckling drabbade hela västvärlden i varierande grad. Även dåvarande Östeuropa drabbades indirekt trots det ringa handelsutbytet med omvärlden, genom att man fick allt svårare att försörja sig själva utan tvingades ta massiva statslån, vilket i början av 1990-talet kom att kasta länderna i en direkt kris då öststaternas regimer föll.
Sverige kom ändå relativt lindrigt undan jämfört med andra länder som Republiken Irland eller grannlandet Danmark vilka befann sig i en nästan ständig finanskris vid den här tiden. Sveriges riksbank var på den tiden underställd Sveriges riksdag och dessa vidtog åtgärder för att klara av konkurrensen med omvärlden samtidigt som levnadsstandarden inte skulle försämras direkt. Mellan 1976 och 1982 genomfördes sex stora devalveringar av den svenska kronan. Vid det sista tillfället, i oktober 1982, lovade den då nytillträdde statsministern Olof Palme och finansministern Kjell-Olof Feldt att devalveringen på 16 % "skulle bli den sista i svensk historia".
Den 21 november 1985 släpptes utlåningen fri, och parat med att det i omvärlden rådde en högkonjunktur då ledde till att även Sverige drogs med.

## Trender
En yuppiekultur utvecklades på Stockholms fondbörs. Mobiltelefoner blev kända som "yuppienallar". Även begreppet finansvalp var vanligt om unga affärsmän. Den samtida yuppiekulturen kritiserades bland annat av Stig Malm i hans första maj-tal 1987.
Att köpa och sälja konst blev också populärt inom affärsvärlden.

## Kultur och andra nöjen
Globen i Stockholm, som byggdes 1986–1988 och invigdes 1989, har beskrivts som uttryck för den samtida framtidsoptimismen. Även sommarlandsfenomenet blommade ut.

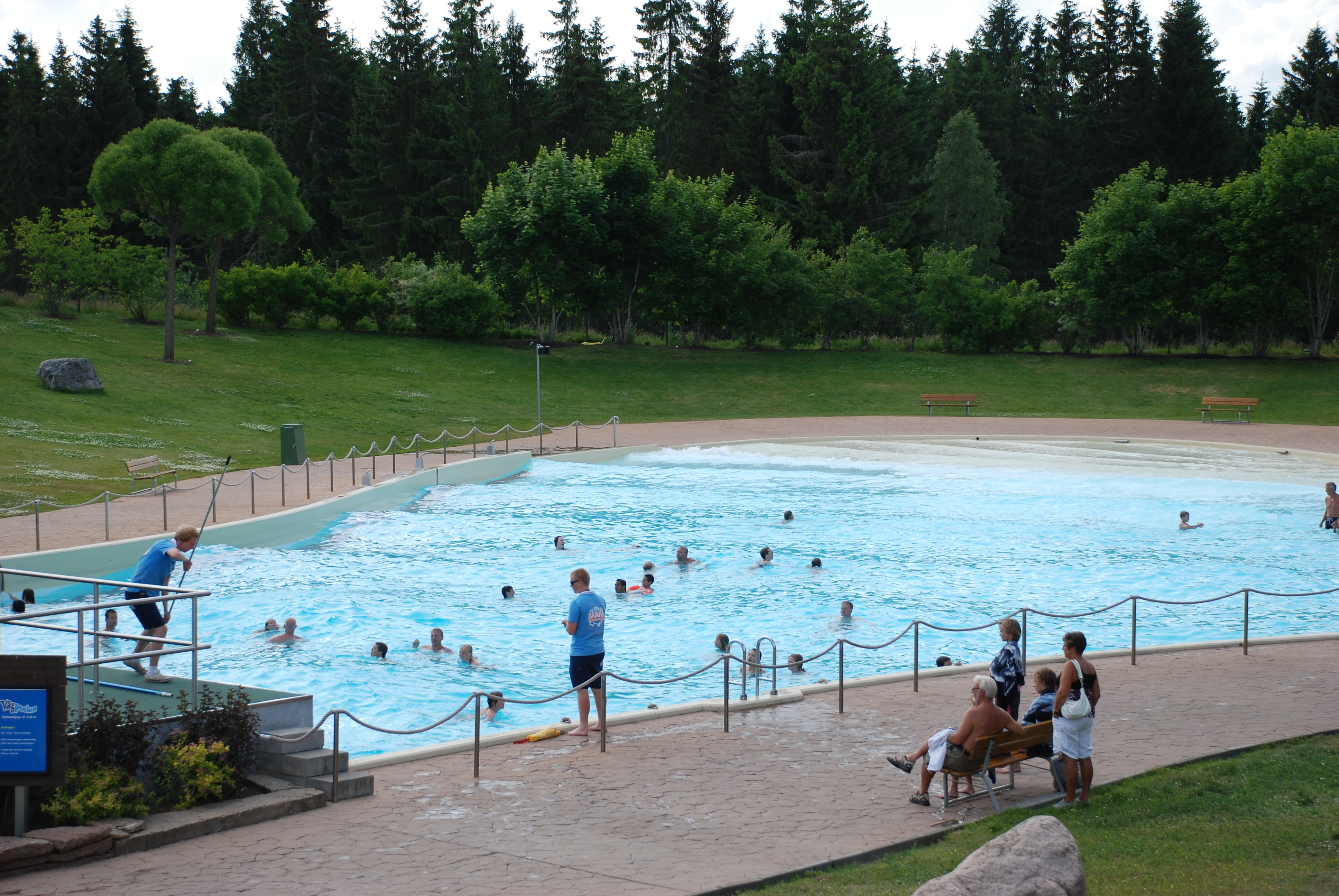
Flera sommarland byggdes i Sverige under dessa år. Skara Sommarland var ett av dem.